# Jerome Richardson
Jerome Richardson (15 de noviembre de 1920-23 de junio de 2000)  fue un músico de jazz y viento de madera estadounidense. Tocaba el saxofón soprano, el saxofón alto, el saxofón tenor, el saxofón barítono, el saxofón bajo, el clarinete soprano, el clarinete alto, el clarinete bajo, el flautín, la flauta de concierto occidental, la flauta soprano, la flauta alto, la flauta tenor y la flauta baja.  Tocó con Charles Mingus, Lionel Hampton, Billy Eckstine, The Thad Jones/Mel Lewis Orchestra, Kenny Burrell y más tarde con la pequeña banda de Earl Hines. 
Nació en Oakland, California, y murió en Englewood, Nueva Jersey, de insuficiencia cardíaca a la edad de 79 años  

## Discografía

### Como líder
| Año lanzamiento | Fecha grabación              | Título                                                  | Discográfica        | Músicos | Ref.  |
| --------------- | ---------------------------- | ------------------------------------------------------- | ------------------- | --- | ----- |
| 1959            | 10 de octubre de 1958        | Midnight Oil                                            | New Jazz Records    | Jerome Richardson (fl y ts); Jimmy Cleveland (tb); Kenny Burrell (g); Hank Jones (p); Joe Benjamin (b); Charlie Persip (d).                                                                                              | [ 4 ] |
| 1960            | 21 de octubre de 1959        | Roamin' With Richardson                                 | New Jazz Records    | Jerome Richardson (ts, bars y fl ); Richard Wyands (p); George Tucker (b); Charlie Persip (d). | [ 5 ] |
| 1962            | 1962                         | Going To The Movies                                     | United Artists Jazz | Jerome Richardson (ts, bars y fl ); Les Spann (g y fl); Richard Wyands (p); Henry Grimes (b); Grady Tate (d). | [ 6 ] |
| 1968            | 8 de diciembre de 1967       | Groove Merchant                                         | Riverside           | Jerome Richardson (ts, bars y fl ); Joe Newman y Snooky Young (tp); Alan Raph (tb); Buddy Lucas (bars y arm ); Ernie Hayes (p y org); Eric Gale y Carl Lynch (g); Chuck Rainey (eb); Grady Tate (d); Warren Smith (per). | [ 7 ] |
| 1997            | junio 1996 y febrero de 1997 | Jazz Station Runaway                                    | TBC Records         | Jerome Richardson (as ); Dave Hazeltine (p); Russell Malone (g); George Mraz (b); Lewis Nash (d). | [ 8 ] |
| 2021            | 22 de mayo de 1988           | Groovin' High in Barcelona, with the Tete Montoliu Trio | Fresh Sound Records | Jerome Richardson (as y ss ); Tete Montoliu (p); Reggie Johnson (b); Alvin Queen (d). | [ 9 ] |

Abreviaturas de instrumentos musicales: arm (armónica), as (saxofón alto), b (contrabajo), bars (saxofón barítono), d (batería), eb (bajo eléctrico), fl (flauta), g (guitarra), org (órgano), p (piano), per (percusión), ss (saxofón soprano), tb (trombón), tp (trompeta), ts (saxofón tenor).

### Como músico de sesión
| Con Ahmed Abdul-Malik - East Meets West (RCA Victor, 1960) Con Cannonball Adderley - In the Land of Hi-Fi with Julian Cannonball Adderley (EmArcy, 1956) - African Waltz (Riverside, 1961) - Spontaneous Combustion: The Savoy Sessions (Savoy, 1976) Grabado en 1955. Con Nat Adderley - That's Nat (Savoy, 1955) - You, Baby (A&M/CTI, 1968) - Calling Out Loud (A&M/CTI, 1968) Con Manny Albam - The Soul of the City (Solid State, 1966) Con Mose Allison - Hello There, Universe (Atlantic, 1970) Con Gene Ammons - The Big Sound (Prestige, 1958) - Groove Blues (Prestige, 1961) - Free Again (Prestige, 1971) Con Roy Ayers - Daddy Bug (Atlantic, 1969) Con Harry Belafonte - Midnight Special (RCA-Victor, 1962) Con George Benson - Tell It Like It Is (A&M/CTI, 1969) - The Other Side of Abbey Road (A&M/CTI 1969) Con Bee Gees - Life in a Tin Can (RSO, 1973) Con Bobby Bland - Bobby Bland and B. B. King Together Again...Live (ABC Impulse!, 1976) Con Ray Brown - This Is Ray Brown (Verve, 1958) - Ray Brown With The All-Star Big Band (Verve, 1962) - Ray Brown / Milt Jackson (Verve, 1965) Con Ruth Brown - Miss Rhythm (Atlantic, 1959) Con Kenny Burrell - All Night Long (Prestige, 1956) - Blues - The Common Ground (Verve, 1968) - Night Song (Verve, 1969) - Both Feet on the Ground (Fantasy, 1973) - Up the Street, 'Round the Corner, Down the Block (Fantasy, 1974) - Ellington Is Forever (Fantasy, 1975) - Sky Street (Fantasy, 1976) - Ellington Is Forever Volume Two (Fantasy, 1977) - Heritage (AudioSource, 1980) Con Billy Butler - Yesterday, Today & Tomorrow (Prestige, 1970) Con Betty Carter - I Can't Help It (Bet-Car Productions, 1992). Grabado en 1960 Con Teddy Charles - Russia Goes Jazz (United Artists, 1964) Con Kenny Clarke - Bohemia After Dark (Savoy, 1955) Jimmy Cleveland - Introducing Jimmy Cleveland and His All Stars (EmArcy, 1955) - A Map of Jimmy Cleveland (Mercury, 1958) - Rhythm Crazy (EmArcy, 1959) - A Map Of Jimmy Cleveland (Mercury, 1959) Con The Crusaders - Street Life (MCA, 1979) Con Steely Dan - Can't Buy a Thrill (ABC-Records, 1972) - Countdown To Ecstasy (ABC-Records, 1973) - Pretzel Logic (ABC-Records, 1974) Con Eddie "Lockjaw" Davis - The Eddie "Lockjaw" Davis Cookbook (Prestige, 1958), - The Eddie "Lockjaw" Davis Cookbook, Vol. 2 (Prestige, 1958), - The Eddie "Lockjaw" Davis Cookbook Volume 3 (Prestige, 1960), - Smokin' (Prestige, 1964). Grabado en 1958. - Trane Whistle (Prestige, 1960) Con Miles Davis - Porgy and Bess (Miles Davis album) (Columbia, 1959) - Quiet Nights (Columbia, 1963) - The Complete Concert (Legacy, 1998) Grabado en 1961. Joey DeFrancesco - Where Were You? (Columbia, 1990) Con Earth, Wind & Fire - I Am (CBS, 1979) Buddy Emmons - Steel Guitar Jazz (Mercury, 1963) Con Stan Getz - What the World Needs Now: Stan Getz Plays Burt Bacharach and Hal David (Verve, 1968) Con Dizzy Gillespie - Dizzy Gillespie's Big Band Jazz (ARS Records, 1957) - It's My Way (Solid State, 1969) - Cornucopia (Solid State, 1969) - Free Ride (Pablo, 1977) Con Benny Golson - Pop + Jazz = Swing (Audio Fidelity, 1962) - Killer Joe (Columbia, 1977) Con Tiny Grimes - Tiny in Swingville (Swingville, 1959) Con Chico Hamilton - The Further Adventures of El Chico (Impulse!, 1966) Con Herbie Hancock - The Prisoner (Blue Note, 1969) Con Jimmy Heath - Little Man Big Band (Verve, 1992) Con Johnny Hodges - Blue Notes (Verve, 1966) - Don't Sleep in the Subway (Verve, 1967) - 3 Shades of Blue (Flying Dutchman, 1970) Con Richard "Groove" Holmes - Six Million Dollar Man, (RCA/Flying Dutchman) Con Kenyon Hopkins - The Yellow Canary (Verve, 1963) Con Milt Jackson - Big Bags (Riverside, 1962) - Feelings (Pablo, 1976) Con Antônio Carlos Jobim - Wave (A&M/CTI, 1967) Con J. J. Johnson - J.J.! (RCA Victor, 1964) - Goodies (RCA Victor, 1965) - Broadway Express (RCA Victor, 1965) - The Total J.J. Johnson (RCA Victor, 1966) Con Etta Jones - So Warm (Prestige, 1961) - Love Shout (Prestige, 1963) - Hollar! (Prestige, 1963) Con Hank Jones - Bluebird (Savoy, 1955) - The Trio With Guests (Savoy, 1956) - Happenings (Impulse!, 1966) Con Quincy Jones - This Is How I Feel About Jazz (ABC-Paramount, 1957) - The Birth of a Band! (Mercury, 1959) - The Great Wide World of Quincy Jones (Mercury, 1959) - I Dig Dancers (Mercury, 1961) - Big Band Bossa Nova (Mercury, 1962) - The Quintessence (Impulse!, 1962) - Quincy Jones Explores the Music of Henry Mancini (Mercury, 1964) - Golden Boy (Mercury, 1964) - Quincy Plays for Pussycats (Mercury, 1965) - Walking In Space (A&M/CTI, 1969) - Gula Matari (A&M, 1970) - The Hot Rock OST (Prophesy, 1972) - Roots (A&M, 1977) | Con Thad Jones - Consummation (Blue Note, 1970) Con Clifford Jordan - Down Through the Years (Milestone, 1991) Con Michel Legrand - Legrand Jazz (Columbia, 1959) Con Abbey Lincoln - It's Magic (Riverside, 1958) Con Junior Mance - The Soul of Hollywood (Jazzland, 1962) Con Big Maybelle - Big Maybelle Sings (Savoy, 1957) - Blues, Candy And Big Maybelle (Savoy, 1958) Con Les McCann - Les McCann Plays the Hits (Limelight, 1966) Con Gary McFarland - Profiles (Impulse!, 1966) Con Jimmy McGriff - The Big Band (Solid State, 1966) - A Bag Full of Blues (Solid State, 1967) Con Carmen McRae - Can't Hide Love (Blue Note, 1976) Con Helen Merrill - You've Got a Date with the Blues (MetroJazz, 1959) Con Charles Mingus - Town Hall Concert (United Artists, 1962) - Mingus Mingus Mingus Mingus Mingus (Impulse!, 1963) - The Black Saint and the Sinner Lady (Impulse!, 1963) Con Blue Mitchell - A Sure Thing (Riverside, 1962) Con Milton Nascimento - Courage (A&M/CTI, 1969) Con Oliver Nelson - Oliver Nelson Plays Michelle (Impulse!, 1966) - Happenings (Impulse!, 1966) - Encyclopedia of Jazz (Verve, 1966) - The Sound of Feeling (Verve, 1966) - Skull Session (RCA/Flying Dutchman, 1975), - Stolen Moments (East Wind, 1978) Con Phineas Newborn, Jr. - Phineas Newborn, Jr. Plays Harold Arlen's Music from Jamaica (RCA Victor, 1957) Con David "Fathead" Newman - Bigger & Better (Atlantic, 1968) Con Anita O’Day - All The Sad Young Men (Verve, 1962) Con Oscar Peterson - Bursting Out With The All Star Big Band! (Verve, 1962) Con Oscar Pettiford - Another One (Bethlehem, 1955) - The Oscar Pettiford Orchestra in Hi-Fi (ABC-Paramount, 1956) - The Oscar Pettiford Orchestra in Hi-Fi Volume Two (ABC-Paramount, 1957) Con Lee Ritenour - First Course (Epic, 1976) Moacir Santos - Saudade (Blue Note, 1974) - Carnival of the Spirits (Blue Note, 1975) Con Lalo Schifrin - Samba Para Dos (Verve, 1963) - New Fantasy (Verve, 1964) - Once a Thief and Other Themes (Verve, 1965) - Enter the Dragon (soundtrack) (Warner Bros., 1973) Con Shirley Scott - Latin Shadows (Impulse!, 1965) - Roll 'Em: Shirley Scott Plays the Big Bands (Impulse!, 1966) Con Horace Silver - Silver 'n Brass (Blue Note, 1975) - Silver 'N Woods (Blue Note, 1975) Con Zoot Sims - Hawthorne Nights (Pablo, 1977) Con Jimmy Smith - Monster (Verve, 1965) - Got My Mojo Workin', Hoochie Coochie Man (Verve, 1966) Raul de Souza - Colors (Milestone, 1975) Con Sonny Stitt - Broadway Soul (Colpix, 1965) - Parallel-a-Stitt ( Roulette, 1968) - Come Hither (Solid State, 1979) Sylvia Syms - For Once in My Life (Prestige, 1967) Con Billy Taylor - Billy Taylor with Four Flutes (Riverside, 1959) - Kwamina (Mercury, 1961) Con Clark Terry - Mumbles (Mainstream, 1966) Leon Thomas - The Leon Thomas Album (Flying Dutchman, 1970) Con Cal Tjader - Warm Wave (Verve, 1964) - Soul Burst (Verve, 1966) Con Stanley Turrentine - Always Something There (Blue Note, 1968) - Salt Song (CTI, 1968) - Gilberto With Turrentine (CTI, 1971) - The Sugar Man (CTI 1975) Con Gino Vannelli - Storm at Sunup (A&M, 1975) Con Sarah Vaughan - In the Land of Hi-Fi (Mercury, 1955) Con Walter Wanderley - Moondreams (A&M/CTI, 1969) Con Dinah Washington - What a Diff'rence a Day Makes! (Mercury, 1959) Con Randy Weston - Uhuru Afrika (Roulette, 1961) Joe Wilder - The Pretty Sound (Columbia, 1959) Ernie Wilkins - Flutes & Reeds (Savoy, 1955) Con Gerald Wilson Orchestra Of The 80's - Lomelin (Discovery, 1981) - Jessica (Trend, 1983) - Calafia (Trend, 1985) Con Reuben Wilson - Set Us Free (Blue Note, 1971) Ernie Winding - Penny Lane & Time (Verve, 1967) Con Phil Woods - Round Trip (Verve, 1969) |